# Angus Cloud
Conor Angus Cloud Hickey (Oakland, 10 luglio 1998 – Oakland, 31 luglio 2023) è stato un attore statunitense, noto per l'interpretazione di Fezco nella serie televisiva HBO Euphoria.

## Biografia

### Origini
Angus Cloud è nato il 10 luglio 1998 ad Oakland, in California, da una famiglia residente in Irlanda, dove egli aveva pianificato di trasferirsi prima di essere scelto per la serie televisiva Euphoria. Frequentò la School of Production Design presso la Oakland School for the Arts, diplomandosi nel 2016. Mentre lavorava in un ristorante di pollo e cialde vicino al Barclays Center a Brooklyn, Angus venne scoperto dall'agente di casting Eléonore Hendricks.

### Carriera
Fu scoperto dalla direttrice del casting di Euphoria, Jennifer Venditti. Nella serie interpretò Fezco, uno spacciatore di buon cuore, ruolo che fu ampliato nella seconda stagione. Prima di allora Cloud non aveva mai recitato, limitandosi a prestare servizio nel dipartimento di teatro del suo liceo allestendo i set e lavorando su luci e suoni.
Cloud ebbe un ruolo nel film North Hollywood, una commedia drammatica del 2021. Interpretò inoltre sé stesso nella serie televisiva The Perfect Woman. Apparve in tre video musicali: All Three di Noah Cyrus, Cigarettes di Juice Wrld, Mamiii di Becky G e Karol G. Nel 2023 Cloud fu nel cast del film The Line. Nello stesso anno firmò un contratto con la United Talent Agency (UTA).

### Morte
Angus Cloud è morto il 31 luglio 2023 nella casa della sua famiglia a Oakland, in California, all'età di 25 anni: i paramedici, giunti sul posto, hanno dichiarato Cloud "già deceduto" al loro arrivo. L'attore aveva appena finito di lavorare nell'horror Your Lucky Day e alle pellicole Abigail e Freaky Tales.
Il 21 settembre successivo venne reso noto dai risultati dell'autopsia, che l'attore morì a causa di un'overdose dopo che ebbe assunto diversi farmaci come fentanyl, cocaina, metanfetamina e benzodiazepine in dosi massicce. 

## Filmografia

### Cinema
- North Hollywood, regia di Mikey Alfred (2021)
- Abigail, regia di Matt Bettinelli-Olpin e Tyler Gillett (2024) – postumo
- Freaky Tales, regia di Ryan Fleck e Anna Boden (2024) – postumo

### Televisione
- The Perfect Women – serie TV, episodio 3x36 (2019)
- Euphoria – serie TV, 18 episodi (2019-2022)

### Videoclip
- All Three di Noah Cyrus (2020)
- Cigarettes di Juice Wrld (2022)
- Mamiii di Becky G e Karol G (2022)

## Discografia
Singoli
- 2022 – Fez's Interlude (con Labrinth)

## Doppiatori italiani
Nelle versioni in italiano delle opere in cui ha recitato, Angus Cloud è stato doppiato da:
- Manuel Meli in Euphoria, Abigail
- Davide Farronato in North Hollywood